# Coccophagus purpureus
Coccophagus purpureus is een vliesvleugelig insect uit de familie Aphelinidae. De wetenschappelijke naam is voor het eerst geldig gepubliceerd in 1886 door Ashmead.